# Petra Konermann
Petra Konermann (* 9. November 1956 in Gelsenkirchen als Petra Kurbjuweit) ist eine ehemalige deutsche Turnerin.

## Leben
Petra Konermann besuchte von 1963 bis 1968 die Volksschule und machte 1972 ihren Hauptschulabschluss. Nach einer Ausbildung zur Turn- und Sportlehrerausbildung von 1974 bis 1976 war sie als Turnlehrerin am Märkischen Gymnasium in Wattenscheid tätig und trainierte parallel den Nachwuchs des TV Wattenscheid 01. 
Im Alter von 13 Jahren begann sie 1969 mit dem Turnen beim TB Beckhausen, ehe sie ein Jahr später ins Leistungszentrum des TV Wattenscheid 01 wechselte. 1975 wurde sie bei den Deutsche Meisterschaften Zweite am Schwebebalken und startete bei den Olympischen Sommerspielen 1976 in Montreal. Ihr bestes Einzelresultat war ein 26. Platz im Einzelmehrkampf. Ein Jahr später nahm sie an den Europameisterschaften teil und wurde im Bodenturnen und im Sprung erstmals Deutsche Meisterin. 1978 verteidigte sie ihre beiden Meistertitel und belegte bei den Weltmeisterschaften den 24. Platz im Einzelmehrkampf. 1979 wurde sie zum dritten Mal Deutsche Meisterin im Bodenturnen.